# Straßenbahn Most–Litvínov
Die Straßenbahn Most–Litvínov ist ein regelspuriger Straßenbahnbetrieb in Tschechien. Das kleine – 1951 als „moderne“ Schnellstraßenbahn konzipierte – Netz verbindet die beiden nordböhmischen Städte Most (Brüx) und Litvínov (Oberleutensdorf) mit dem bedeutenden Industriestandort Záluží (Maltheuren). Betreiber ist das kommunale Unternehmen Dopravní podnik měst Mostu a Litvínova (DPmML; Verkehrsbetrieb der Städte Most und Litvínov).
Vorläufer war ein 1901 begründeter meterspuriger Straßenbahnbetrieb, der bis 1961 zugunsten der neuen Schnellstraßenbahn aufgegeben wurde.

## Geschichte
Ausgangspunkt für den Aufbau moderner öffentlicher Verkehrsmittel zwischen Most und Litvínov war die Errichtung des Hydrierwerkes Maltheuren auf der Flur von Záluží ab 1939. Die alte  meterspurige Straßenbahn war zur Erschließung des neuen Industriestandorts kaum geeignet. Obwohl noch 1939 eine Zweigstrecke zum Osttor des Werkes errichtet worden war, begrenzte insbesondere die eingleisige Strecke in Straßenseitenlage deren Kapazität. Noch unter deutscher Verwaltung begann darum 1943 der Aufbau einer Oberleitungsbuslinie zwischen Most und Litvinov, die nach dem Ende des Zweiten Weltkrieges im Jahr 1946 eröffnet wurde. Letztlich konnten weder der Oberleitungsbus, noch die überalterte meterspurige Straßenbahn den steigenden Berufsverkehr zum Hydrierwerk bewältigen.

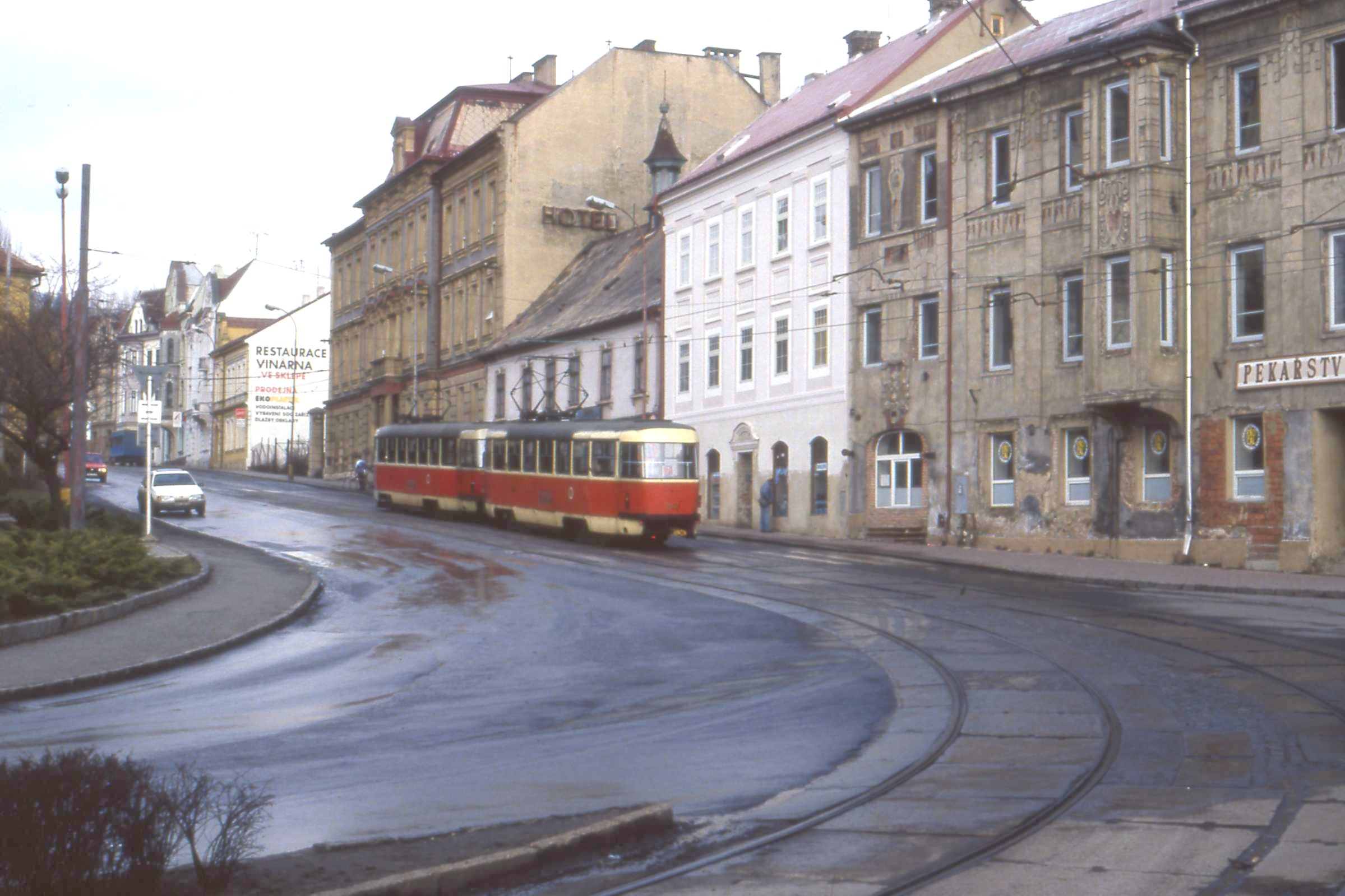
Straßenbündige Trasse in Litvínov. Die Doppeltraktion aus Tatra T3 SUCS fährt bergwärts in Richtung Litvínov, Citadela (1994)

In dieser Situation beschloss die tschechoslowakische Regierung im Jahr 1951 den Aufbau einer Schnellstraßenbahn auf neuer Trasse, die sowohl den Oberleitungsbus als auch die meterspurige Straßenbahn ersetzen sollte.
| \| \| \| \| \| \| \| \| Litvínov, Citadela 1 3 4 \| \| \| \| \| \| \| \| \| \| Litvínov, U dílen \| \| \| \| \| Litvínov, stadion \| \| \| \| \| Litvínov, Technické služby \| \| \| \| \| Smycka Poliklinika \| \| \| \| \| \| \| \| \| \| Litvínov, Poliklinika \| \| \| \| \| Litvínov, Obchodní dům \| \| \| \| \| Betriebshof Litvínov \| \| \| \| \| Litvínov, nádraží \| \| \| \| \| Bahnstrecke Chomutov–Děčín \| \| \| \| \| Silnice I/27 \| \| \| \| \| Litvínov, Báňské stavby \| \| \| \| \| Záluží, areál Hlubina \| \| \| \| \| Industriegleise \| \| \| \| \| Záluží, Petrochemie \| \| \| \| \| Záluží, Chemopetrol \| \| \| \| \| \| \| \| \| \| Wendeschleife Chemopetrol \| \| \| \| \| \| \| \| \| \| Záluží, zdravotní středisko \| \| \| \| \| Industriegleise \| \| \| \| \| Záluží, Důl Julius IV. \| \| \| \| \| Most, Rozcestí Kopisty \| \| \| \| \| Most, Sídliště ČD \| \| \| \| \| Bahnstrecke Chomutov–Ústí nad Labem \| \| \| \| \| Most, Souš \| \| \| \| \| Silnice I/13 \| \| \| \| \| Most, Chomutovská \| \| \| \| \| \| \| \| \| \| Most, TESCO \| \| \| \| \| Most, nádraží 2 3 \| \| \| \| \| \| \| \| \| \| \| \| \| \| \| \| \| \| \| \| Most, Zimní stadion \| \| \| \| \| Most, Sportovní hala \| \| \| \| \| Most, Obchodní dům PRIOR \| \| \| \| \| Most, 1. náměstí \| \| \| \| \| Most, Čs. mládeže \| \| \| \| \| Most, Dopravní podnik 4 \| \| \| \| \| \| \| \| \| \| \| \| \| \| \| Betriebshof Most \| \| \| \| \| Most, Severografia \| \| \| \| \| \| \| \| \| \| Most, Velebudická 1 2 \| \| \| \| \| \| \| |  |                                     |                                     |
| U-Bahn-Strecke von links · U-Bahn-Strecke von rechts |  |                                     |                                     |
| U-Bahn-Bahnhof · U-Bahn-Strecke geradeaus |  | Litvínov, Citadela 1 3 4            | Litvínov, Citadela 1 3 4            |
| U-Bahn-Abzweig geradeaus, nach links und von links · U-Bahn-Strecke nach rechts |  |                                     |                                     |
| U-Bahn-Haltepunkt / Haltestelle |  | Litvínov, U dílen                   | Litvínov, U dílen                   |
| U-Bahn-Haltepunkt / Haltestelle |  | Litvínov, stadion                   | Litvínov, stadion                   |
| U-Bahn-Haltepunkt / Haltestelle |  | Litvínov, Technické služby          | Litvínov, Technické služby          |
| U-Bahn-Abzweig geradeaus und von links · U-Bahn-Strecke von rechts |  | Smycka Poliklinika                  | Smycka Poliklinika                  |
| |  |                                     |                                     |
| U-Bahn-Haltepunkt / Haltestelle |  | Litvínov, Poliklinika               | Litvínov, Poliklinika               |
| U-Bahn-Haltepunkt / Haltestelle |  | Litvínov, Obchodní dům              | Litvínov, Obchodní dům              |
| U-Bahn-Betriebs-/Güterbahnhof Streckenanfang und quer · U-Bahn-Abzweig geradeaus, nach rechts und von rechts |  | Betriebshof Litvínov                | Betriebshof Litvínov                |
| U-Bahn-Haltepunkt / Haltestelle |  | Litvínov, nádraží                   | Litvínov, nádraží                   |
| U-Bahn-Kreuzung mit Eisenbahn geradeaus unten |  | Bahnstrecke Chomutov–Děčín          | Bahnstrecke Chomutov–Děčín          |
| U-Bahn-Strecke mit Straßenbrücke |  | Silnice I/27                        | Silnice I/27                        |
| U-Bahn-Haltepunkt / Haltestelle |  | Litvínov, Báňské stavby             | Litvínov, Báňské stavby             |
| U-Bahn-Haltepunkt / Haltestelle |  | Záluží, areál Hlubina               | Záluží, areál Hlubina               |
| U-Bahn-Kreuzung mit Eisenbahn geradeaus oben |  | Industriegleise                     | Industriegleise                     |
| U-Bahn-Haltepunkt / Haltestelle |  | Záluží, Petrochemie                 | Záluží, Petrochemie                 |
| U-Bahn-Haltepunkt / Haltestelle |  | Záluží, Chemopetrol                 | Záluží, Chemopetrol                 |
| U-Bahn-Strecke von links · U-Bahn-Abzweig geradeaus, nach rechts und von rechts |  |                                     |                                     |
| U-Bahn-Strecke · U-Bahn-Strecke |  | Wendeschleife Chemopetrol           | Wendeschleife Chemopetrol           |
| U-Bahn-Strecke nach links · U-Bahn-Abzweig geradeaus, nach rechts und von rechts |  |                                     |                                     |
| U-Bahn-Haltepunkt / Haltestelle |  | Záluží, zdravotní středisko         | Záluží, zdravotní středisko         |
| U-Bahn-Kreuzung mit Eisenbahn geradeaus oben |  | Industriegleise                     | Industriegleise                     |
| U-Bahn-Haltepunkt / Haltestelle |  | Záluží, Důl Julius IV.              | Záluží, Důl Julius IV.              |
| U-Bahn-Haltepunkt / Haltestelle |  | Most, Rozcestí Kopisty              | Most, Rozcestí Kopisty              |
| U-Bahn-Haltepunkt / Haltestelle |  | Most, Sídliště ČD                   | Most, Sídliště ČD                   |
| U-Bahn-Kreuzung mit Eisenbahn geradeaus oben |  | Bahnstrecke Chomutov–Ústí nad Labem | Bahnstrecke Chomutov–Ústí nad Labem |
| U-Bahn-Haltepunkt / Haltestelle |  | Most, Souš                          | Most, Souš                          |
| U-Bahn-Brücke |  | Silnice I/13                        | Silnice I/13                        |
| U-Bahn-Haltepunkt / Haltestelle |  | Most, Chomutovská                   | Most, Chomutovská                   |
| U-Bahn-Strecke von links · U-Bahn-Abzweig geradeaus, nach rechts und von rechts |  |                                     |                                     |
| U-Bahn-Strecke · U-Bahn-Haltepunkt / Haltestelle |  | Most, TESCO                         | Most, TESCO                         |
| U-Bahn-Strecke · U-Bahn-Bahnhof |  | Most, nádraží 2 3                   | Most, nádraží 2 3                   |
| U-Bahn-Strecke |  |                                     |                                     |
| U-Bahn-Strecke · U-Bahn-Strecke nach links · U-Bahn-Strecke nach rechts |  |                                     |                                     |
| |  |                                     |                                     |
| U-Bahn-Haltepunkt / Haltestelle |  | Most, Zimní stadion                 | Most, Zimní stadion                 |
| U-Bahn-Haltepunkt / Haltestelle |  | Most, Sportovní hala                | Most, Sportovní hala                |
| U-Bahn-Haltepunkt / Haltestelle |  | Most, Obchodní dům PRIOR            | Most, Obchodní dům PRIOR            |
| U-Bahn-Haltepunkt / Haltestelle |  | Most, 1. náměstí                    | Most, 1. náměstí                    |
| U-Bahn-Haltepunkt / Haltestelle |  | Most, Čs. mládeže                   | Most, Čs. mládeže                   |
| U-Bahn-Bahnhof |  | Most, Dopravní podnik 4             | Most, Dopravní podnik 4             |
| |  |                                     |                                     |
| U-Bahn-Strecke nach links · U-Bahn-Kreuzung · U-Bahn-Strecke nach rechts |  |                                     |                                     |
| U-Bahn-Abzweig geradeaus, nach links und von links · U-Bahn-Betriebs-/Güterbahnhof Streckenende und quer |  | Betriebshof Most                    | Betriebshof Most                    |
| U-Bahn-Haltepunkt / Haltestelle |  | Most, Severografia                  | Most, Severografia                  |
| U-Bahn-Abzweig geradeaus, nach links und von links · U-Bahn-Strecke von rechts |  |                                     |                                     |
| U-Bahn-Bahnhof · U-Bahn-Bahnhof |  | Most, Velebudická 1 2               | Most, Velebudická 1 2               |
| U-Bahn-Strecke nach links · U-Bahn-Strecke nach rechts |  |                                     |                                     |

Die neue zweigleisige Straßenbahnstrecke wurde zwischen Most und Litvinov parallel zur Oberleitungsbus-Trasse auf eigenem Bahnkörper trassiert. Der erste Abschnitt wurde am 1. April 1957 zwischen den Chemischen Werken in Záluží und Litvínov in Betrieb genommen. Am 30. Dezember 1957 wurde auch der Abschnitt zwischen Most und den Chemischen Werken eröffnet. Die Züge wendeten zunächst in einem provisorischen Gleisdreieck an der Haltestelle Most, Kopistska sowie in Litvínov im neu gebauten Betriebshof. Der weitere Aufbau des Netzes konzentrierte sich zunächst auf den Bau der innerstädtischen Trassen in Litvínov und Most. Am 30. Dezember 1958 ging die neue Wendeschleife in Most als Blockumfahrung am Theater (divadlo) in Betrieb, die Strecke zwischen Betriebshof Litvinov und der heutigen Endstelle Citadela wurde am 1. November 1960 eröffnet.

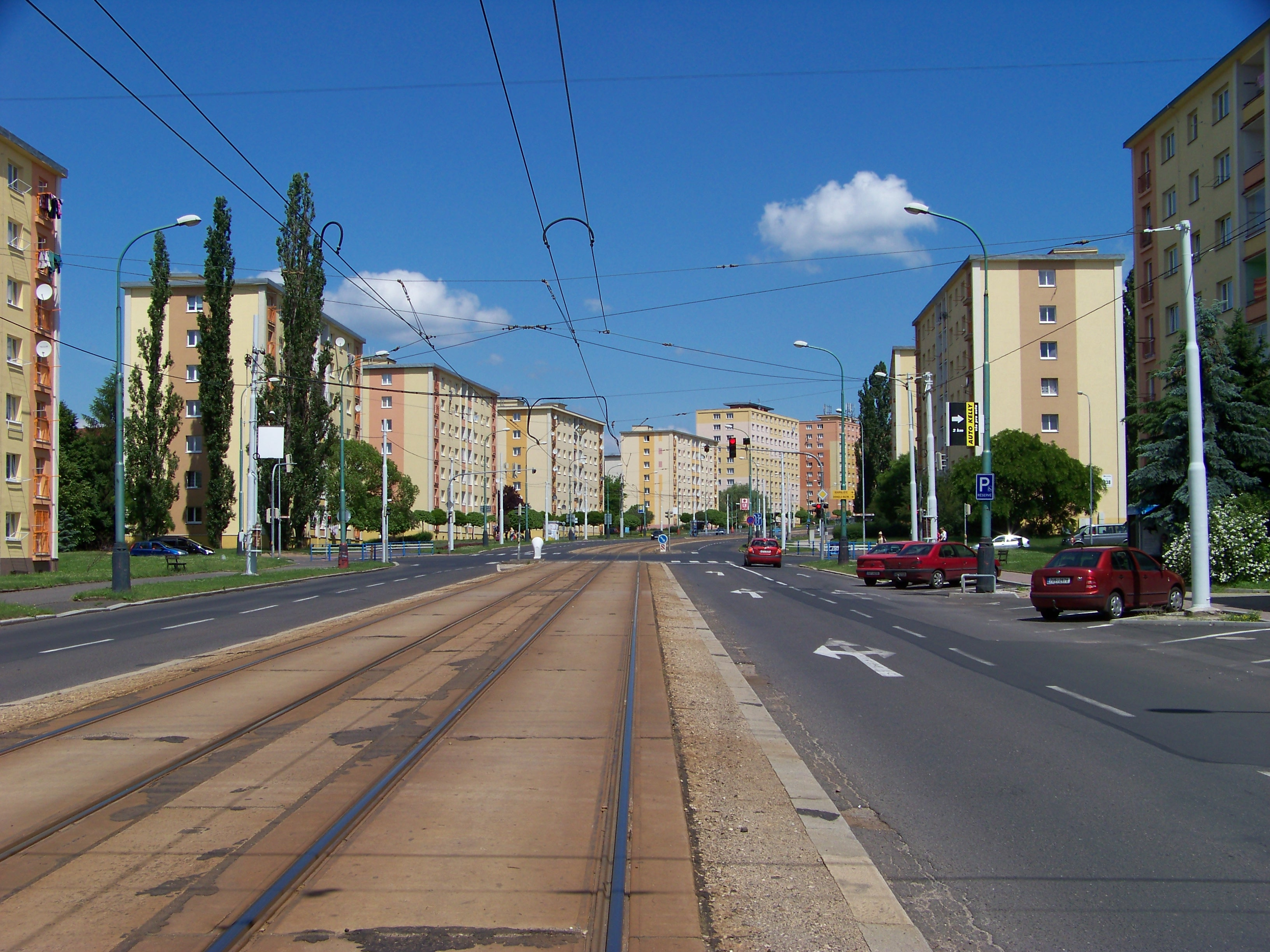
Straßenbahntrasse mit Großbetonplatten als Tragwerk in Budapester Bauweise auf der tř. Budovatelů im „neuen“ Most. (2014)

Der Betrieb der alten meterspurigen Straßenbahn wurde bereits am 28. November 1955 zwischen Dolní Litvínov und Janov eingestellt. Nach weiteren stufenweisen Streckenstilllegungen endete am 24. März 1961 der Betrieb des verbliebenen Restnetzes in der Stadt Most. Am 25. März 1961 ging stattdessen die neue Trasse der Schnellstraßenbahn von Most, divadlo bis Most, Rozkvět in Betrieb, die am 16. Dezember 1961 noch bis Velebudice verlängert wurde. Der Oberleitungsbus zwischen Most und Litvinov war bereits 1959 aufgegeben worden.
Eine Zäsur war der 1964 bekannt gegebene Beschluss der tschechoslowakische Regierung zum Abriss der Altstadt von Most, um die unter der Stadt in geringer Tiefe lagernden Braunkohlevorräte vollständig gewinnen zu können. Der Beschluss erzwang nicht nur den Aufbau neuer Stadtviertel auf den Fluren von Čepirohy und Velebudice, sondern auch die Neutrassierung aller Verkehrswege an der Flanke des Berges Hněvín im sogenannten Korridor zwischen Souš und Rudolice nad Bílinou. Nachdem bereits zum 1. August 1973 ein kurzer Abschnitt der Straßenbahnstrecke südlich der im Abriss befindlichen Altstadt neu trassiert worden war, ging am 5. Mai 1978 die neue Strecke im Korridor zwischen Souš und Rudolice in Betrieb. Am 11. Oktober 1978 wurde auch die kurze Zweigstrecke bis zum neu gebauten Bahnhof Most auf der Flur Rudolice eröffnet.
Am 19. Juli 1974 kam es in den Chemiewerken Záluží zu einem Unfall mit katastrophalen Auswirkungen, bei dem große Teile des Werkes durch eine Explosion in der Spiritusanlage zerstört wurden. Der Straßenbahnverkehr ruhte dort aufgrund der Schäden für einige Tage.
Als letzte Netzerweiterung wurde am 20. Januar 1981 die Streckenverlängerung bis zum heutigen Endpunkt Most, Velebudická eröffnet.
Die wirtschaftlichen Auswirkungen der Samtenen Revolution 1989 führten in den Folgejahren insbesondere im Berufsverkehr zu einer signifikanten Verringerung der Fahrgastzahlen. Der Verkehrsbetrieb reagierte darauf mit der schrittweisen Einstellung der Berufsverkehrslinien sowie mit der Ausmusterung und dem Verkauf nicht mehr benötigter Straßenbahnwagen. Die schon beschlossene Erweiterung der Strecke im Nordwesten von Litvinov bis Janov auf der Trasse der früheren Schmalspurstraßenbahn sowie der Bau weiterer innerstädtischer Strecken in Most wurden nicht mehr realisiert. Vorgesehen war insbesondere der Bau einer Strecke im Osten der Stadt zwischen dem Bahnhof und Velebudice. Damit wäre eine Ringlinie entstanden.
Liniennetz 1994
| Linie | Verlauf                                     | Anmerkungen                                                    |
| ----- | ------------------------------------------- | -------------------------------------------------------------- |
| 1     | Velebudice – Litvínov, Citadela             | nur Hauptverkehrszeit                                          |
| 2     | Velebudice – Most, Nádraží                  | nachts alle 60 min                                             |
| 3     | Litvínov, Citadela – Most, Nádraží          | nachts alle 60 min                                             |
| 4     | Most, Dopravní podník – Citadela            | nachts alle 60 min                                             |
| 7     | Most, Dopravní podník – Litvínov, vychod    | nur in den Hauptverkehrszeiten                                 |
| 8     | Litvínov, Citadela – Chemické závody Záluží | nur im Berufsverkehr zu den Schichtwechselzeiten im Chemiewerk |

Der Verkehrsbetrieb DPmML gab im Februar 2020 bekannt, dass zehn Kilometer der Überlandlinie vollständig erneuert werden sollen. Neben einer Erhöhung der Fahrgeschwindigkeit soll damit auch die Lärmemission an der Strecke deutlich reduziert werden. Das Projekt mit einem geplanten Kostenrahmen von 680 Millionen Kronen soll 2020 begonnen und bis 2022 abgeschlossen sein. Ab Februar 2020 soll zunächst der Abschnitt Záluží–Litvínov und nach dessen Fertigstellung ab Februar 2021 der Abschnitt Most–Záluží erneuert werden. Neben den Gleisen sollen auch die Fahrleitungsanlage, die Wegübergänge und die Haltestellen vollständig neu gebaut werden.
Liniennetz 2022
| Linie | Verlauf                                    | Anmerkungen           |
| ----- | ------------------------------------------ | --------------------- |
| 1     | Most, Velebudická – Litvínov, Citadela     | nur Hauptverkehrszeit |
| 2     | Most, Velebudická – Most, Nádraží          | -                     |
| 3     | Litvínov, Citadela – Most, Nádraží         | nur Berufsverkehr     |
| 4     | Most, Dopravní podník – Litvínov, Citadela | -                     |

## Fahrzeuge
Zur Betriebsaufnahme standen insgesamt 34 Wagen des Typs Tatra T1 zur Verfügung, die 1957 von ČKD Tatra in Prag geliefert wurden. Infolge des steigenden Verkehrsaufkommens wurde der Fahrzeugbestand 1961–62 noch durch weitere 36 Wagen des Nachfolgetyps Tatra T2 ergänzt. Zwischen 1967 und 1972 erhielt Most zudem noch neun Wagen des Typs Tatra T3. Die Fahrzeuge dieser Reihen basierten unmittelbar auf PCC-Lizenzen und waren technisch eng verwandt. Einige verschlissene Wagen des Typs T1 und T2 erhielten darum später neue Wagenkästen des Typs T3. Um die regelspurigen Wagen gegenüber den schmalspurigen klar zuordnen zu können, wurden von Anfang an Betriebsnummern ab 200 vergeben.

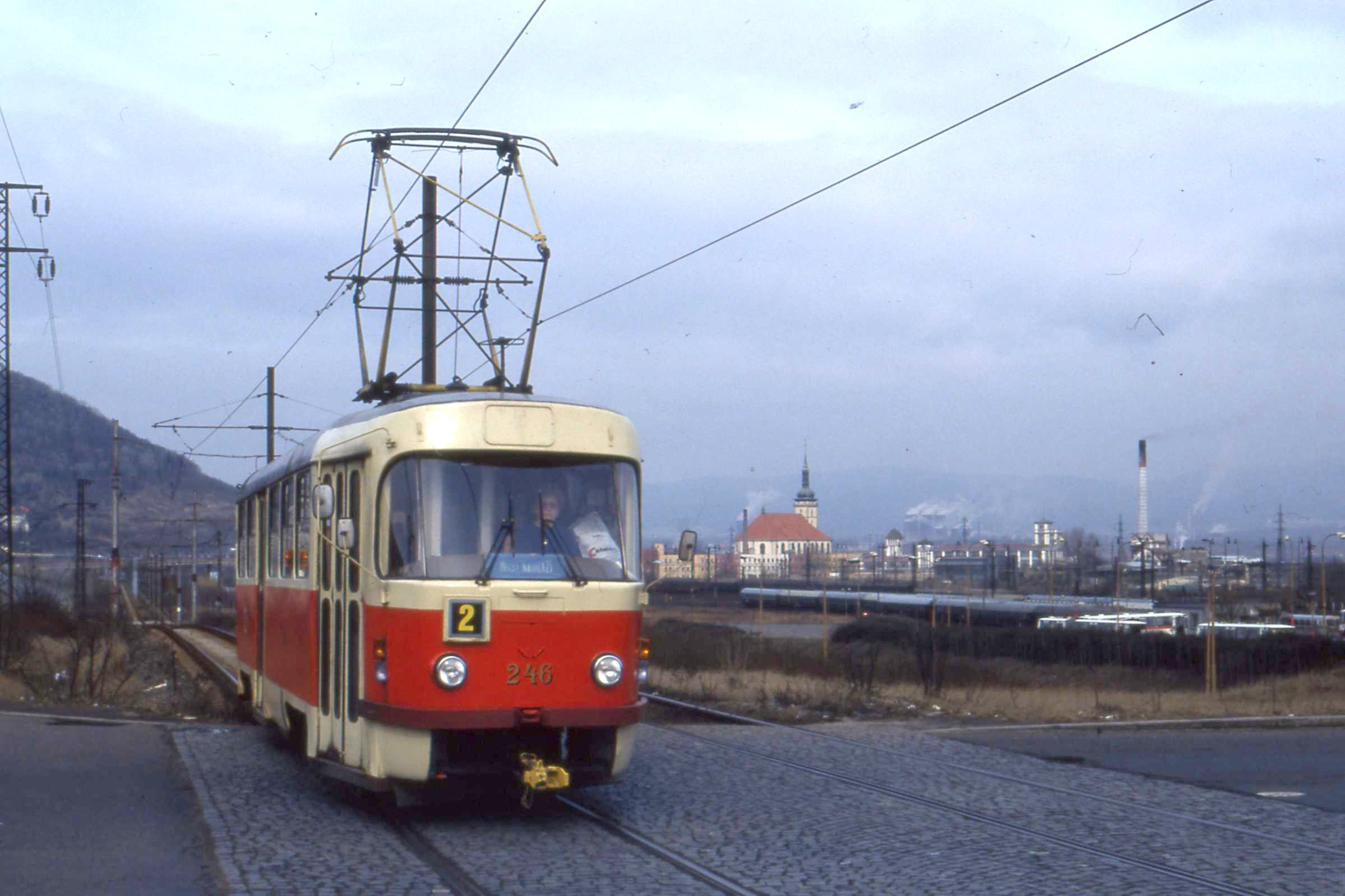
Prägend für den Straßenbahnbetrieb zwischen Most und Litvínov ist bis heute der zwischen 1982 und 1987 beschaffte Typ Tatra T3 SUCS. Der Wagen der Linie 2 fährt in Richtung Bahnhof. (1994)

Ab 1976 wurden die beiden Prototypen der neuen Straßenbahnwagengeneration des Typs Tatra T5 in Most intensiv erprobt. Die beiden Wagen, die eine moderne Thyristorsteuerung aufwiesen und nicht mehr vollständig auf PCC-Lizenzen basierten, wurden 1979 übernommen und bis Anfang der 1990er Jahre eingesetzt. Einer der Wagen wurde 1995 wieder aufgearbeitet und ist heute das einzige Museumsfahrzeug.
Das weiter steigende Verkehrsbedürfnis und die Ausmusterung der verschlissenen Typen T1 und T2 erforderten in den 1980er Jahren weitere Fahrzeugneubeschaffungen. Da die Entwicklung des Typs Tatra T5 abgebrochen worden war, konnten keine zeitgemäßen Wagen beschafft werden. In dieser Situation erwarb der Verkehrsbetrieb weitere Wagen des veralteten Typs T3 in der Konfiguration T3SUCS. Erst ab 1986 waren moderne Zweirichtungs-Gelenkwagen des Typs Tatra KT8D5 verfügbar, von denen bis 1989 insgesamt acht Wagen in den Bestand eingereiht wurden.
Die Tatra KT8D5 wurden infolge des sinkenden Verkehrsaufkommens bis 1995 abgestellt und 1997 an die Straßenbahn Miskolc verkauft. In den folgenden Jahren wurde der Betrieb darum ausschließlich mit den Wagen des Typs Tatra T3SUCS abgewickelt, die bei Bedarf in Doppeltraktion eingesetzt werden.
Škoda Transportation lieferte 2001/2002 zwei teilweise niederflurige Gelenkwagen des Typs Škoda 03T „Astra“. Dazu kamen bis 2016 ähnliche Solowagen des Konsortiums Aliance TW, die technisch auf dem Typ Tatra T3 basieren. Nach einer Ausschreibung für drei zweiteilige Niederflurwagen gab als einziger Bewerber Aliance TW ein Angebot für Triebwagen des Typs EVO2 ab. Fünf dieser zeitgemäßen Triebwagen wurden 2019 und 2020 geliefert.
Der Wagen 277 des Typs T3SUCS ermöglicht die Fahrradmitnahme. Im hinteren Teil des Fahrzeugs gibt es Halterungen für acht Fahrräder, im vorderen Teil sind 19 Sitzplätze. Zum Einsatz kommt der Triebwagen  auf der Linie 4 an den Wochenenden und Feiertagen in den Monaten Mai bis Oktober.
| Betriebs-Nr.                                                     | Bild | Typ          | Hersteller           | Baujahre  | Anzahl | Anmerkung |
| ---------------------------------------------------------------- | ---- | ------------ | -------------------- | --------- | ------ | --- |
| 201–234                                                          |      | Tatra T1     | ČKD Tatra            | 1957      | 34     | Einige Wagen erhielten zwischen 1967 und 1976 Wagenkästen des Typs T3, bis 1994 ausgemustert.                                             |
| 201 II–202 II                                                    |      | Škoda 03T    | Škoda Transportation | 2001–2002 | 2      | im Betriebsbestand |
| 235–270                                                          |      | Tatra T2     | ČKD Tatra            | 1961–1962 | 36     | Einige Wagen erhielten zwischen 1969 und 1976 Wagenkästen des Typs T3, bis 1994 ausgemustert.                                             |
| 272–273                                                          |      | Tatra T5B6   | ČKD Tatra            | 1976      | 2      | Prototypen der Reihe T5 mit Thyristorsteuerung und neuem Wagenkasten. Im Einsatz von 1979 bis 1990, Nr. 273 ist seit 1995 Museumsfahrzeug |
| 290–298                                                          |      | Tatra T3     | ČKD Tatra            | 1967–1972 | 9      | 1988/1989 ausgemustert |
| 204–313 (Nummerierung mit Lücken und zum Teil in Zweitbesetzung) |      | Tatra T3SUCS | ČKD Tatra            | 1982–1987 | 66     | In verschiedenen Stufen modernisiert, im Betriebsbestand. Wagen 253 II und 266 II im Jahr 2016/2018 Modernisierung zu Vario LFR.S         |
| 314–315                                                          |      | VarioLF plus | Aliance TW           | 2012–2014 | 2      | |
| 315–322                                                          |      | Tatra KT8D5  | ČKD Tatra            | 1986–1989 | 8      | bis 1995 im Einsatz; bis 1997 an Straßenbahn Miskolc verkauft                                                                             |
| 316 II                                                           |      | EVO1         | Aliance TW           | 2016      | 1      | Prototyp |
| 320–324 II                                                       |      | EVO2         | Aliance TW           | 2019–2020 | 5      | |